# ETE Santa Cruz
A Escola Técnica Estadual Santa Cruz (ETESC), é uma escola técnica da cidade do Rio de Janeiro mantida pela Fundação de Apoio à Escola Técnica reconhecida como uma das melhores escolas técnicas do estado do Rio de Janeiro, que oferece ensino médio e cursos técnicos voltados para as áreas de engenharia, gestão, informática e química. A instituição está localizada no bairro de Santa Cruz, no Rio de Janeiro, e funciona nos turnos da manhã, tarde e noite, de segunda à sábado.
A ETESC está localizada dentro de um complexo conhecido como CETEP Santa Cruz. 

## Estrutura do ensino
A estrutura de ensino do ETE Santa Cruz apresenta de modo primordial a educação técnica como um pilar relevante na formação do indivíduo. Sendo assim, o aluno pode optar por uma gama variada de 6 cursos técnicos integrantes de distintas áreas.
Os cursos de idiomas (inglês, francês e espanhol), informática, telemarketing, vendas e recepção, dentre outros, com duração média de quatro meses(tendo quatro fases, cada uma com quatro meses), também compõem esta rede de ensino.

## História
Construído a partir das ruínas do antigo matadouro de Santa Cruz, hoje tombado como Patrimônio Histórico, a Escola Técnica Estadual Santa Cruz (ETESC) iniciou suas atividades em agosto de 1998 sendo inaugurado em 26 de setembro do mesmo ano, com 4 cursos técnicos disponíveis: Enfermagem, Eletromecânica, Informática e Segurança do Trabalho.
O campus é composta de uma Escola Técnica, uma Escola de Ensino Industrial, um Complexo Esportivo, um Centro de Informática e um Centro Referencial de Informações. Inicialmente com 5.700 alunos, houve necessidade, em função da demanda da região, de ampliação da oferta de cursos e do número de vagas.
No setor de Esportes incluímos as modalidades: Natação para portadores de necessidades especiais, Ginástica Artística e Projeto Melhor Idade com aulas de hidroginástica, ginástica localizada e dança de salão, sem limite de idade.
Na Escola de Ensino Industrial - ESEI, com o aumento da carga horária dos cursos já existentes, foram disponibilizadas um maior quantitativo de vagas, e ampliamos as especialidades com os cursos de Mecânica de Auto, Aperfeiçoamento em Mecânica. O mesmo aconteceu com o Centro de Informática, que introduziu o curso Access.
Na década de 2000, passou a ter um total superior a 10.000 alunos, distribuídos nos vários cursos técnicos e livres e nas diversas modalidades esportivas.
Com uma estrutura pedagógica e administrativa qualificada, vem atuando com a nova política educacional estabelecida pelo governo atual e de acordo com as diretrizes da FAETEC, contribuindo para a cidadania. Tendo como meta a construção do conhecimento, o CETEP Santa Cruz foi o pioneiro na FAETEC e na região com a implantação do projeto "Escola 24 horas", que permite a integração aluno/escola, num processo avançado da educação, fortalecendo o aprendizado.[carece de fontes?]
Em 2013, no seu aniversário de 15 anos, foram inauguradas as 2 primeiras turmas do curso técnico de Química e Administração.
Em 2018, foi uma das escolas a participar do Tack Festival.
Em 2019, foi a primeira unidade da FAETEC a receber o projeto Fireblue, que permitiu a redução de 40% de consumo do gás e 90% a menos de emissão de gás carbônico.